# Vought F-8 Crusader
Pour les articles homonymes, voir F-8 et Crusader.
Le F-8 Crusader (initialement F8U) est un intercepteur supersonique construit par Vought aux États-Unis. Embarqué à bord de porte-avions, il se caractérise par une entrée d'air frontale et par une voilure à angle de calage variable. Malgré une charge supplémentaire due à son équipement naval, il affiche les mêmes performances que son homologue basé à terre, le North American F-100 Super Sabre.

## Historique
En 1952, la Marine américaine souhaitait disposer pour son aéronautique navale d'un intercepteur supersonique de supériorité aérienne. Après un appel d'offres, le projet proposé par la compagnie Vought fut retenu. Sa particularité était que l'aile pouvait être inclinée de sept degrés vers le haut grâce à une poignée activée par le pilote. Cette augmentation de l'angle de calage provoquait le même effet qu'un Dispositif hypersustentateur ou volet et offrait une meilleure portance. De cette façon, la vitesse d'appontage était nettement réduite et la visibilité du pilote était meilleure pendant la phase d'approche.
Le premier prototype dépassa le mur du son dès son vol inaugural, le 25 mars 1955. Le 21 août 1956, un F-8A (première version de série) battit le record de vitesse établi par un North American F-100 Super Sabre, en atteignant 1 633 km/h sur un circuit de 15 km au départ du complexe militaire de China Lake. Le 16 juillet 1957, un RF-8A (piloté par John Glenn) établit un nouveau record de traversée ouest-est des États-Unis, en reliant Los Angeles à New York à la vitesse moyenne de 1 167 km/h.

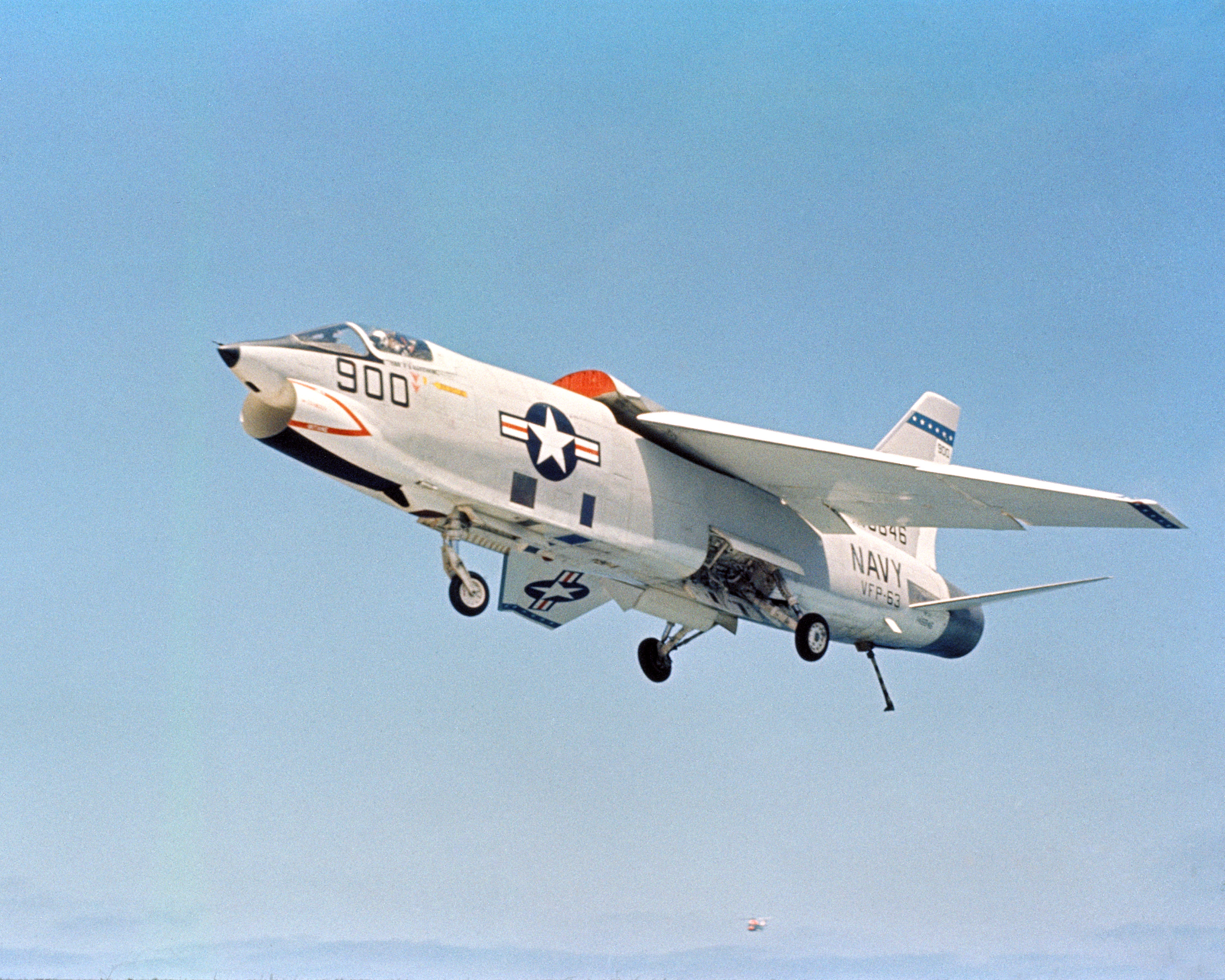
Appontage en 1962 d'un RF-8A de l'US Navy, version de reconnaissance du Crusader. La voilure est inclinée en position haute pour augmenter son angle de calage, ce qui améliore la portance de l'appareil à basse vitesse.

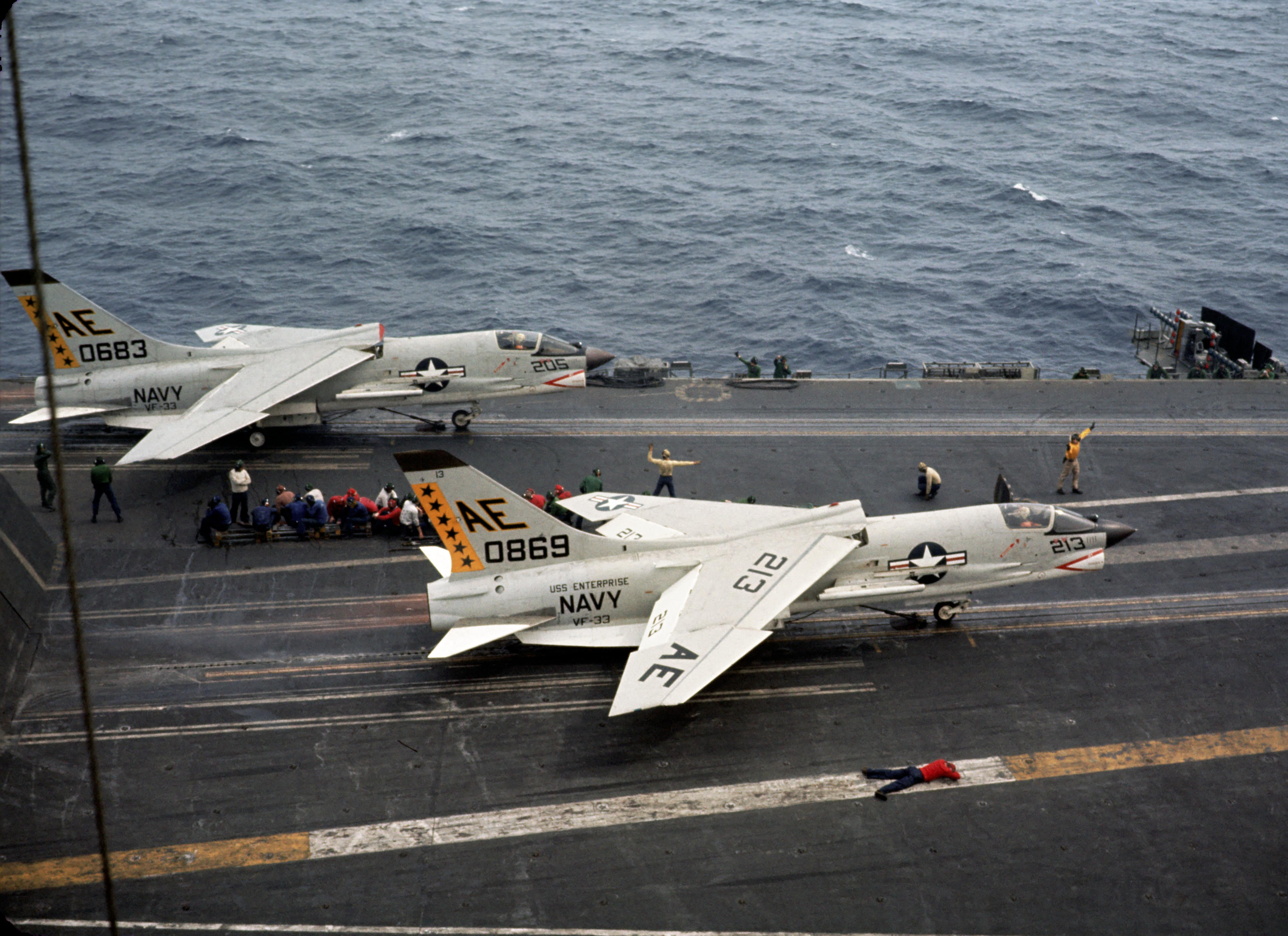
Deux Vought F-8E Crusader du "Fighter squadron VF-33" de l'U.S. Navy se preparent à un lancement depuis le porte-avions USS Enterprise (CVAN-65) en 1964

Environ 1 260 Crusader furent construits au total. Les premières versions étaient armées de quatre canons de 20 mm et de roquettes dans une soute ventrale. Au fur et à mesure de leur production, les F-8 reçurent des améliorations progressives de leur radar, de l'électronique de bord, et un turboréacteur plus puissant. Les roquettes furent supprimées à partir de la version F-8D, tandis que les versions à partir du F-8E pouvaient emporter 2 000 kg d'armements divers sous les ailes. Un missile à courte portée à guidage infrarouge pouvait également être emporté sur chaque flanc de l'appareil. L'avion pouvait être ravitaillé en vol. Deux versions de reconnaissance furent réalisées : elles étaient dépourvues de canons et de radar, le gain de place et de poids permettant d'installer des caméras. En 1961, un concept resté sur le papier envisage une capsule éjectable dont l'ensemble du cockpit serait éjecté et disposerait de ses propres ailerons afin de la diriger et de la stabiliser avant le déploiement du parachute.

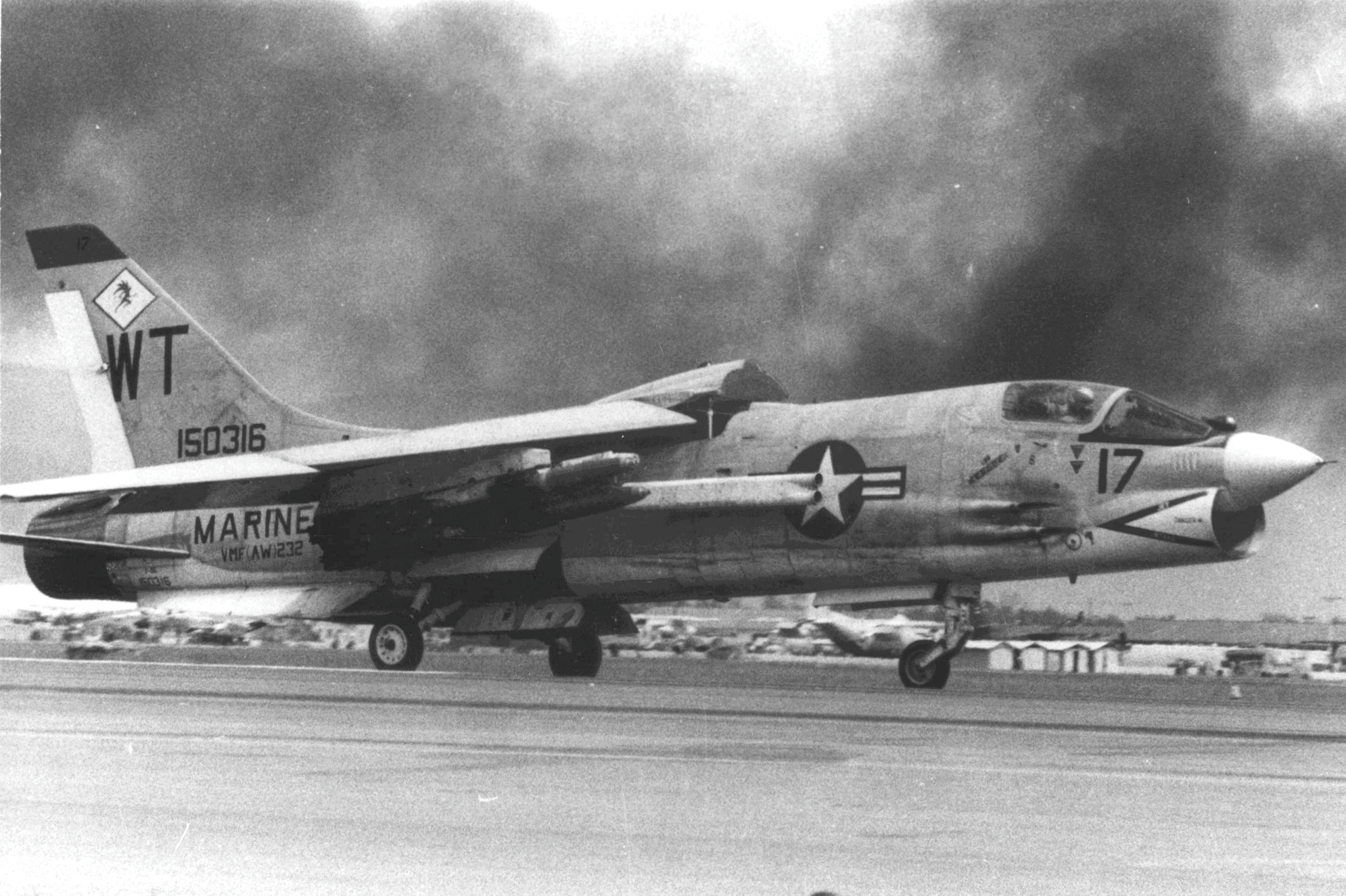
F-8E Crusader de l'escadron de Marines VMF(AW)-232 "Red Devils" part de la base aérienne de Da Nang pour une mission d'attaque au sol le 1er janvier 1967 pendant la Guerre du Viêt Nam

Mis en service à la fois par l'US Navy et l'US Marine Corps, le Crusader commença à être retiré des premières lignes dans la première moitié des années 1970. La version RF-8G de reconnaissance fut utilisée dans les unités d'active jusqu'en 1982, et dans la réserve jusqu'en 1987. Depuis cette date, l'US Navy ne dispose plus d'avion spécialisé pour les missions de reconnaissance.

## Exportations

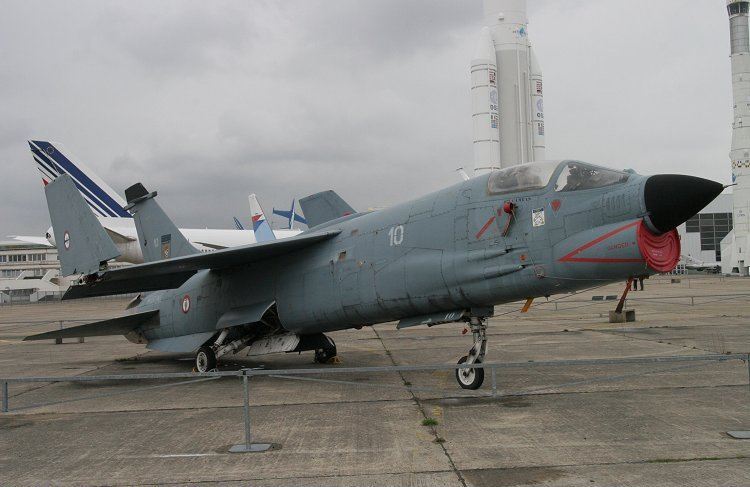
Un F-8P exposé au musée de l'Air et de l'Espace du Bourget en 2006, dernière version du Crusader conçue pour l'aéronautique navale française.

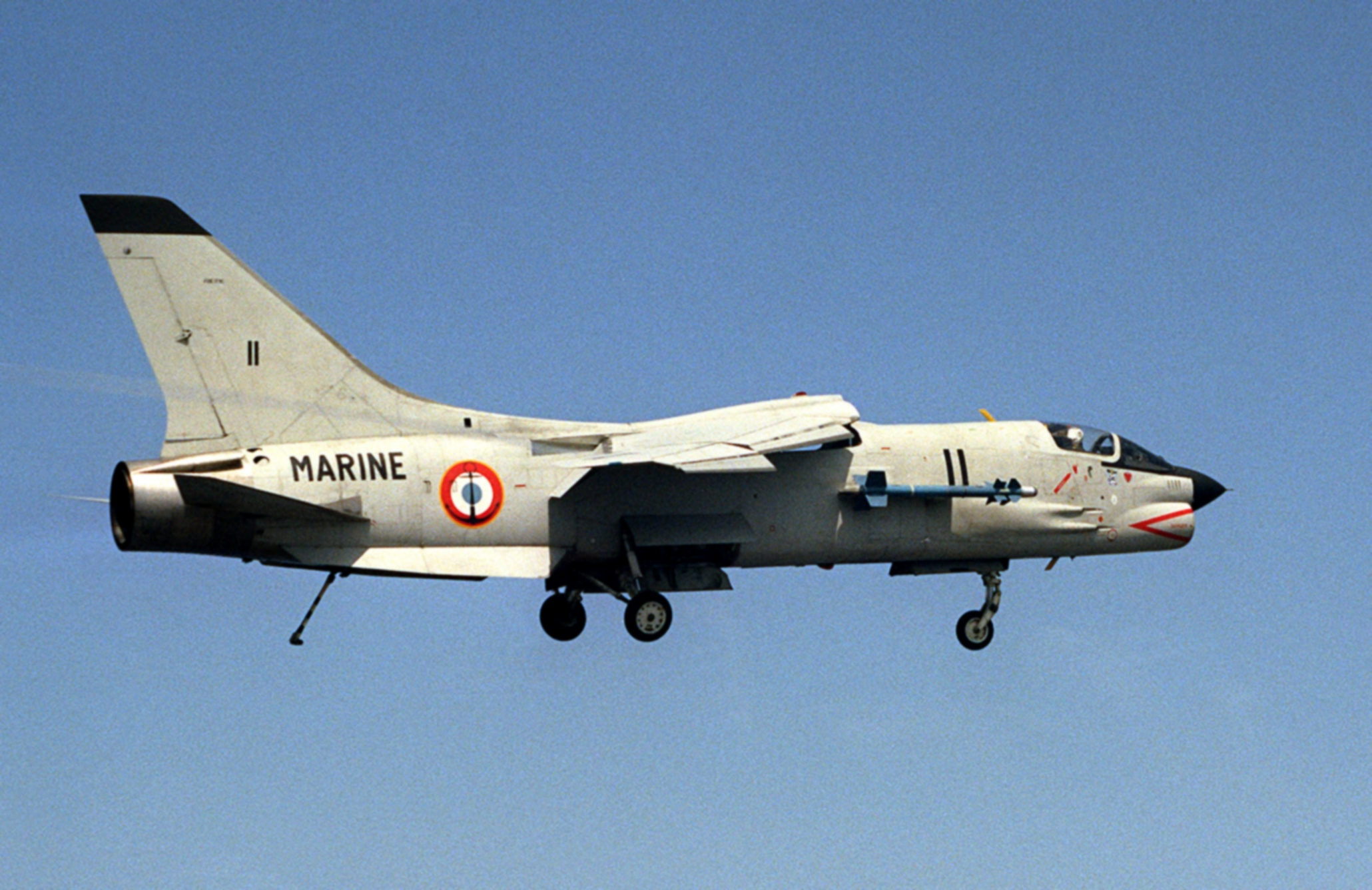
F-8E(FN) Crusader à l'appontage sur l' en 1983.

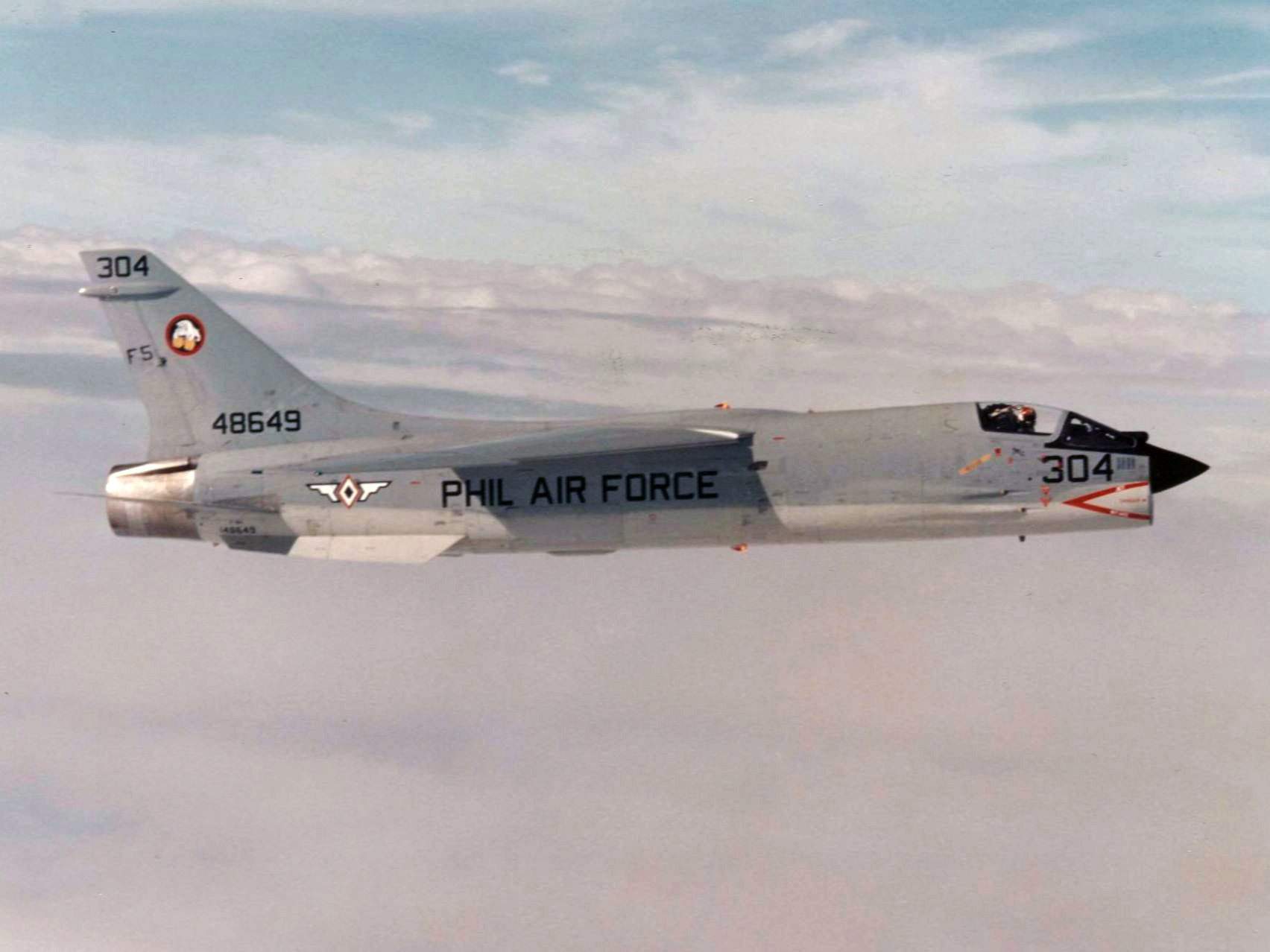
Un F-8H Crusader anciennement de l'United States Navy reconditionné pour l'armée de l'air des Philippines en 1978.

Une version spéciale du Crusader fut construite pour l'aéronautique navale française sous l'appellation F-8E(FN) — FN pour « French Navy » —, en remplacement des chasseurs embarqués SNCASE Aquilon en service depuis 1955. Les porte-avions de la Marine nationale étant plus petits que ceux de l'US Navy, il fallut augmenter l'incidence de l'aile ainsi que la surface des gouvernes de profondeur et modifier le dispositif hypersustentateur. De ce fait, les appareils ne pouvaient emporter que deux missiles air-air Matra R550 Magic de 1973 à 1989, Matra R550 Magic II à partir de 1988 ou AIM-9 Sidewinder contre quatre missiles pour leurs homologues américains. Les 42 appareils commandés furent livrés à partir de 1964 et équipèrent les flottilles 12F et 14F.
Les Crusader subirent plusieurs améliorations pendant leur service et, au début des années 1990, les 17 derniers exemplaires furent progressivement mis au standard F-8P afin de prolonger leur durée de vie de quelques années (révision intégrale du système électrique et des commandes de vol, nouvelle version du siège éjectable Martin-Baker, nouveaux équipements électroniques dont un ILS et un détecteur d'alerte radar). Les Crusader français furent définitivement retirés du service en décembre 1999 et la flottille 12F fut mise en sommeil en attente du Rafale (entré en service opérationnel pour la Marine nationale le 25 juin 2004). En 35 ans de carrière, 252 pilotes ont été formés sur Crusader dont 6 se sont tués au commandes de l'appareil : en effet, 27 avions ont été perdus lors de pannes ou d'accidents, soit 64% de la flotte.

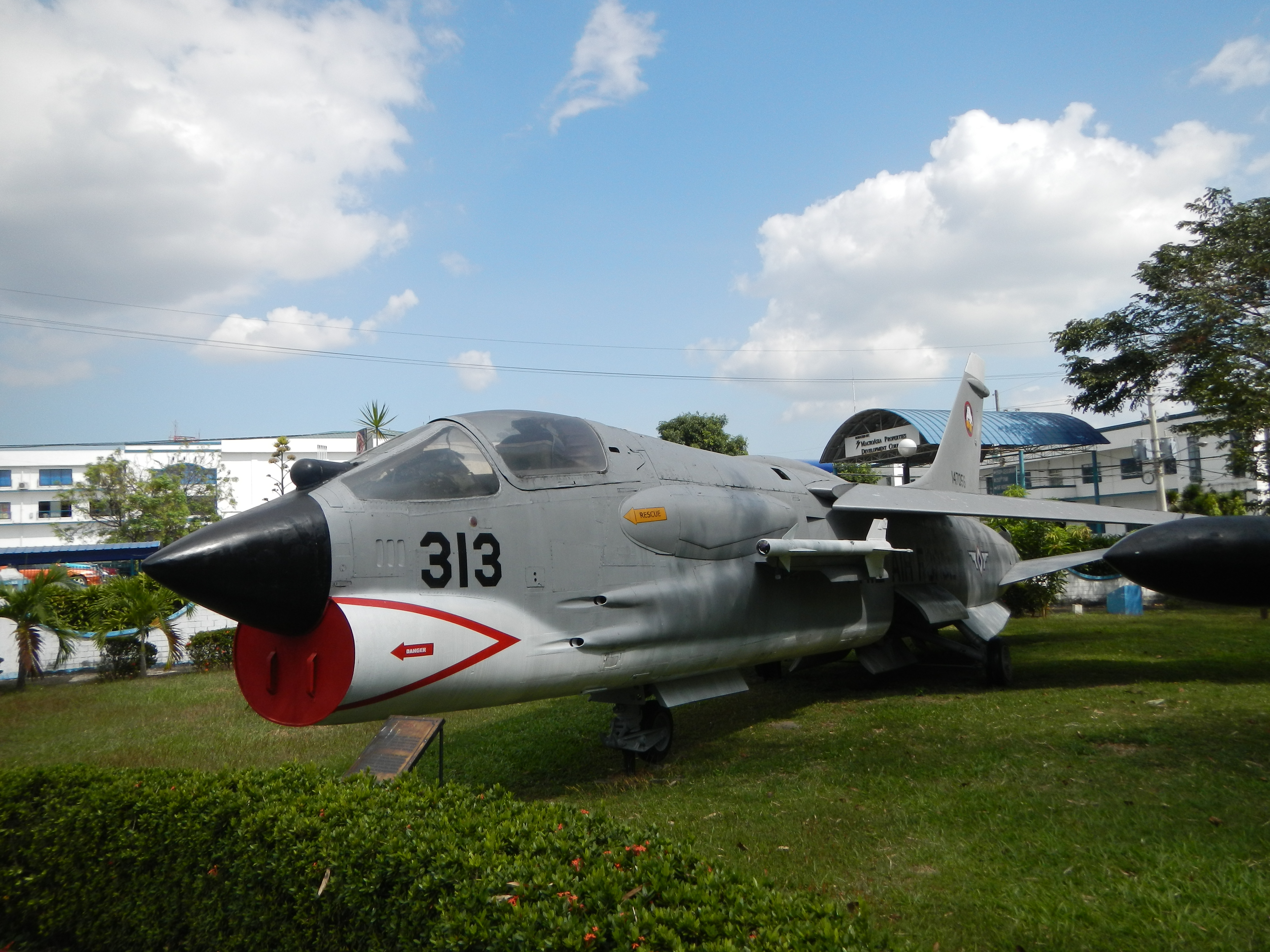
F-8H philippin au Philippine Air Force Aerospace Museum à Pasay

L'armée de l'air des Philippines acquit, en 1977, 35 F-8H Crusader de l'US Navy, alors entreposés à Davis-Monthan Air Force Base, un cimetière d'avions du 309th Aerospace Maintenance and Regeneration Group. Avant leur livraison, 25 appareils furent reconditionnés par Vought, les 10 autres servant de réserve de pièces de rechange. Les pilotes, formés par les États-Unis sur le biplace d'entraînement TF-8A, étaient chargés de l'interception de bombardiers soviétiques. L'entretien des Crusader s'avèra néanmoins de plus en plus coûteux et complexe. En 1988, décision fut prise de les interdire de vol et de les entreposer à la base Cesar Basa de Floridablanca. En 1991, la base fut touchée par l'éruption du volcan Pinatubo et la plupart des appareils, endommagés, furent revendus à la ferraille.

## Engagements

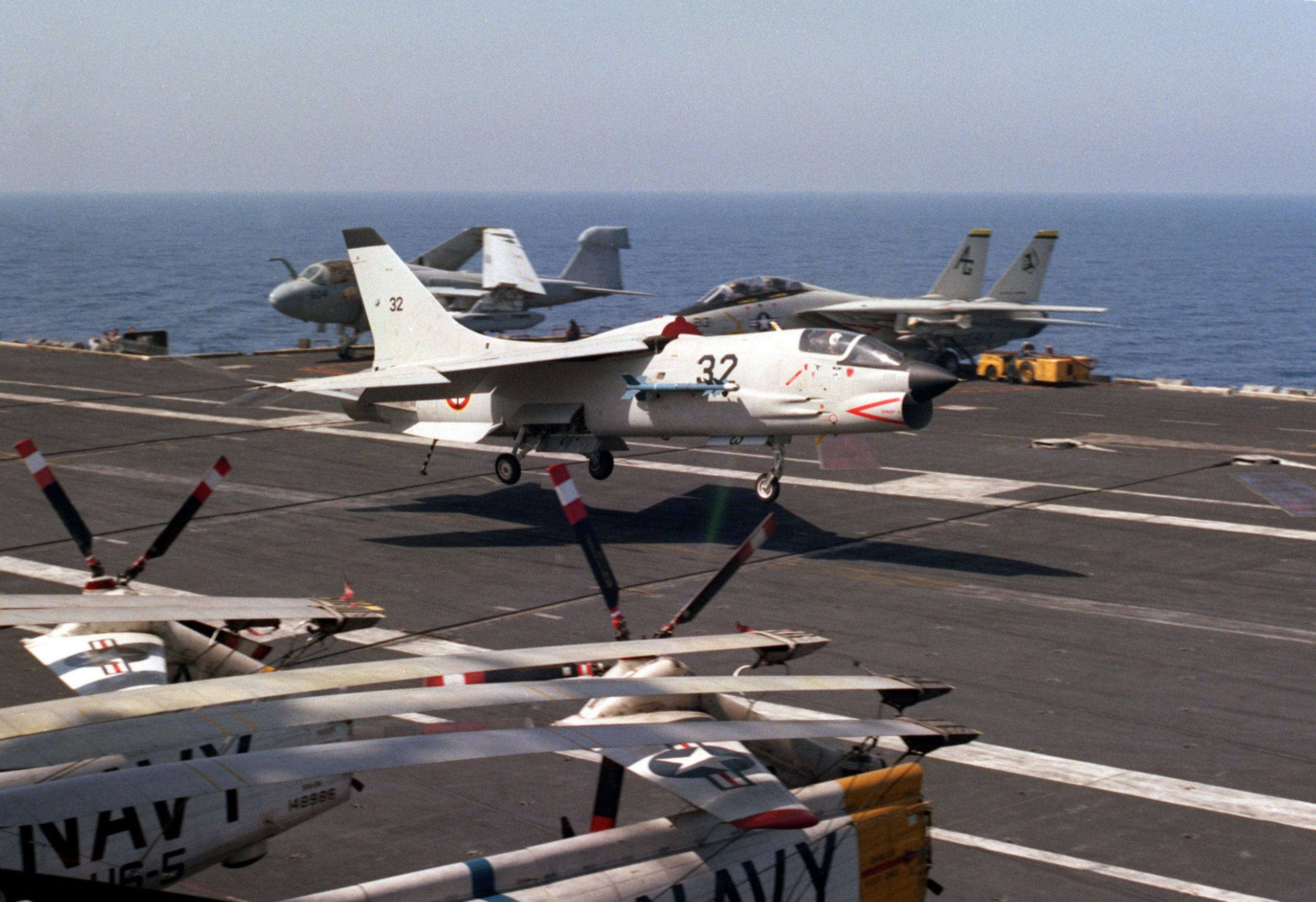
Un F-8E(FN), première version du Crusader conçue pour l'aéronautique navale française, apponte sur l'USS Dwight D. Eisenhower (CVN-69) lors d'opérations militaires conjointes au large de Toulon en 1983.

Les RF-8A de reconnaissance effectuèrent plusieurs missions pendant la crise des missiles de Cuba en 1962, puis au-dessus du Laos juste avant les incidents du golfe du Tonkin en 1964, dans lesquels furent engagés quelques F-8E.
Pendant la guerre du Viêt Nam, les Crusader effectuèrent des missions air-air avec 19 victoires contre 3 avions abattus contre les MiG nord-vietnamiens soit le meilleur ratio de victoire de tous les types d'avions américains en combat aérien durant ce conflit. Les F-8 ont remporté quatre victoires avec leur canon Colt Mk 12 de 20 mm, le mécanisme d'alimentation des canons avait propension à se coincer pendant les manœuvres de combat à grande vitesse sous les g ; quinze avec des missiles AIM-9 Sidewinder.[réf. nécessaire] Entre juin et juillet 1966, pendant 12 combats au nord du Vietnam, les Crusader ont abattu quatre MiG-17 pour deux pertes. Sur les 19 avions revendiqués lors des combats aériens, 16 étaient des MiG-17 et trois des MiG-21. Les archives américaines indiquent que seulement trois F-8 ont été perdus au combat aérien, tous à cause des tirs de canon de MiG-17 en 1966, mais le Force aérienne populaire vietnamienne a affirmé que 11 F-8 avaient été abattus par des MiG. Un total de 170 F-8 seraient perdus pour toutes les causes - principalement des tirs au sol et des accidents - pendant la guerre. Remplacés dans ce rôle par les McDonnell Douglas F-4 Phantom II à partir de la fin des années 1960, ils effectuèrent ensuite de nombreuses missions d'attaque ou de reconnaissance.
Les Crusader français ont été déployés de nombreuses fois lors d'opérations extérieures mais il n'y eut que deux engagements réels. Le 7 mai 1977, lors de l'opération Saphir II à Djibouti, deux appareils embarqués sur le Clemenceau furent pris en chasse au-dessus du golfe d'Aden par deux MiG-21 sud-yéménites. Ils parvinrent à se placer dans les 6 heures des MiG mais l'autorisation de tir leur fut refusée,. Lors de l'opération Mirmillon au large de la Jamahiriya arabe libyenne, un Crusader du Foch intercepta le 15 octobre 1984 deux Mirage 5 libyens non armés dans le golfe de Syrte,.

## Variantes
- XF8U-1 / XF-8A / V-383 : prototypes originaux non armés, premier vol le 25 mars 1955 (2 exemplaires).
- F8U-1 / F-8A : première version de série. Moteur J57-P-12 remplacé par un J57-P-4A plus puissant à partir du 31e avion de série. Opérationnel en avril 1957 (218 exemplaires).
- YF8U-1 / YF-8A : F8U-1 utilisé pour les tests de développement. (1 exemplaire).
- YF8U-1E / YF-8B : F8U-1 converti en prototype pour le F8U-1E. (1 exemplaire).
- F8U-1P / RF-8A : version non armée de reconnaissance (144 exemplaires)
- F8U-1E / F-8B : capacité tous temps ajoutée grâce au nouveau radar AN / APS-67, la nacelle de roquettes a été supprimée car elle n'a jamais été utilisée de manière opérationnelle. Premier vol: 3 septembre 1958 (130 exemplaires)
- F8U-2 / F-8C : réacteur J57-P-16 plus puissant avec 75 kN de poussée en postcombustion, quilles ventrales ajoutées sous le fuselage arrière pour tenter de rectifier l'instabilité de lacet, pylônes en forme de Y permettant le port de deux missiles air-air Sidewinder de chaque côté du fuselage. Premier vol : 20 août 1957. Cette variante était parfois appelée Crusader II. (187 exemplaires)
- XF8U-3 / V401 Crusader III : prototype avec un nouveau design basé sur les variantes précédentes du F-8, créé pour concurrencer le F-4 Phantom II; Moteur J75-P-5A avec 131 kN de poussée en postcombustion, premier vol : 2 juin 1958, atteint Mach 2,39 en vols d'essai, annulé car le Phantom II a remporté le contrat de la Marine. (5 exemplaires)
- F8U-2N / F-8D : réacteur J57-P-20 plus puissant avec 80 kN de poussée en postcombustion, version tous temps, rack de roquettes remplacé par un réservoir de carburant supplémentaire, système d'atterrissage qui maintient automatiquement la vitesse pendant l'approche, incorporation du radar AN / APQ-83. Premier vol : 16 février 1960 (152 exemplaires)
- F8U-2NE / F-8E : nouveau radar et système de tir AN/APQ-94 dans un cône de nez plus grand, capacités air-sol avec l'ajout d'une bosse dorsale entre les ailes contenant l'électronique pour le missile AGM-12 Bullpup, charge utile augmentée à 2 270 kg, siège éjectable Martin-Baker. Un capteur de veille infrarouge (boule ronde) a été ajouté devant la verrière. Premier vol : 30 juin 1961 (286 exemplaires)

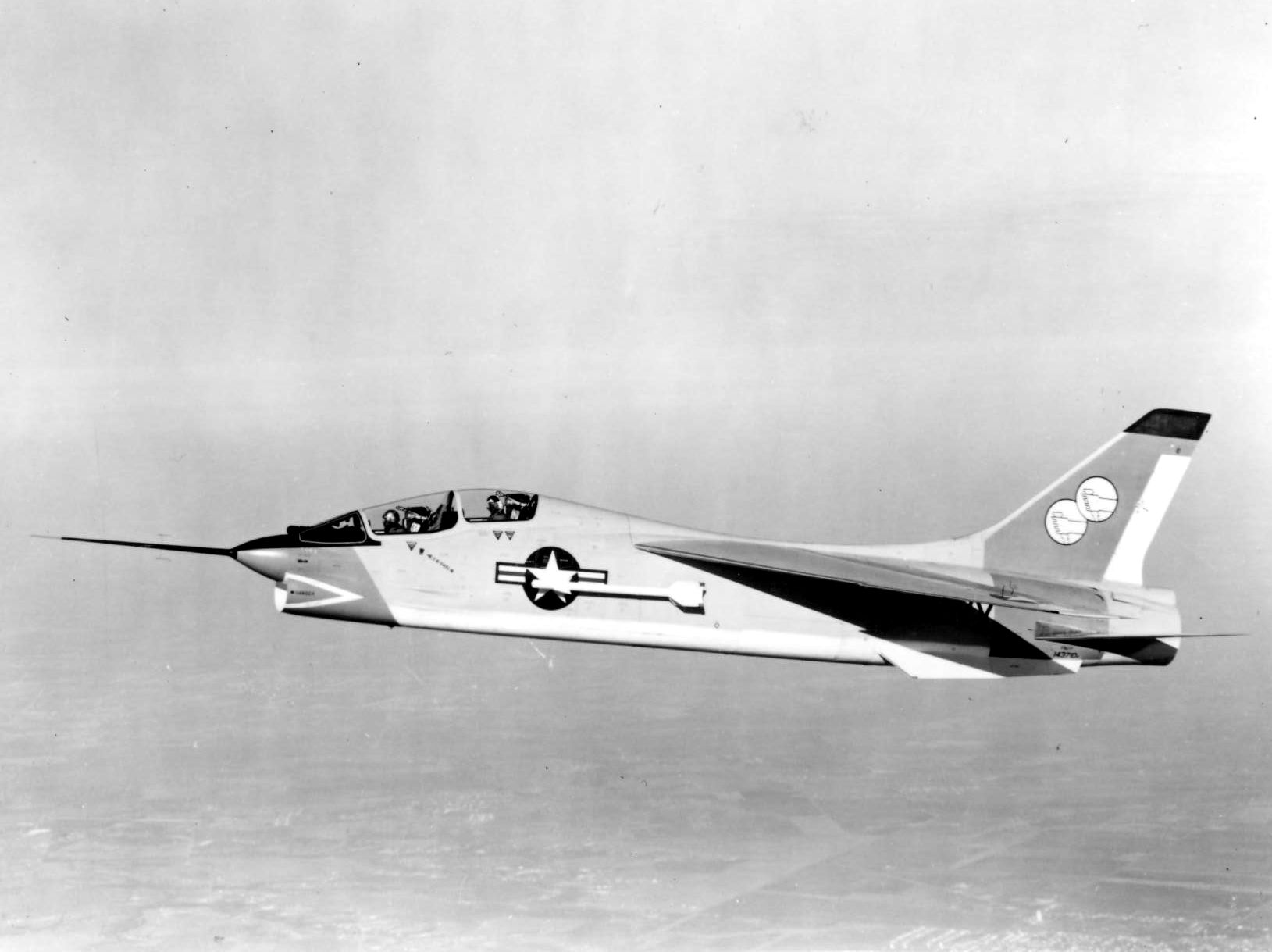
TF-8A Crusader en 1962

- F8U-1T / TF-8A : version d'entraînement biplace obtenue par modification du Crusader n° 74 (fuselage rallongé de 0,61m, armement interne réduit à deux canons, moteur J57-P-20) qui fit son premier vol le 6 février 1962. La commande initiale de 12 avions pour l'US Navy et 6 avions pour l'Aéronavale Française fut finalement annulée et aucun autre biplace ne fut construit. L'avion fut détruit en 1978 suite à une panne moteur lors d'un vol d'essai pour la NASA. En 1963, un autre modèle biplace propulsé par un moteur Rolls-Royce Spey fut envisagé pour Royal Navy, mais le Phantom II fut finalement retenu[11].
- RF-8G : RF-8A avec réacteur J57-P-22 et avionique améliorée (73 avions modifiés)
- F-8H : F-8D avec réacteur J57-P-20A et capacités air-sol du F-8E, cellule et train d'atterrissage renforcés et radar AN/APQ-84. (89 avions modifiés)
- F-8E (FN) : version du F-8E destinée à la France. Opérationnel le 1 Mars 1965 (42 exemplaires)
- F-8J : F-8E avec réacteur J57-P-20A, modification de la portance des ailes (comme le F-8E(FN)) et radar AN/APQ-124. (136 avions modifiés)
- F-8K : F-8C avec capacités air-sol du F-8E, réacteur J57-P-20A et radar AN/APQ-125. (87 avions modifiés)
- F-8L : F-8B avec capacités air-sol du F-8E, réacteur J57-P-20A et radar AN/APQ-149. (61 avions modifiés)
- F-8P : remise à niveau des F-8E(FN) afin de prolonger leur durée de vie de 10 ans supplémentaires. Ils ont été retirés en 1999. (17 avions modifiés)
- F-8C FBW Digital Fly-By-Wire : avion expérimental à commandes de vol électriques pour la NASA en 1972.

### Développement lié
- LTV A-7 Corsair II
- Vought XF8U-3 Crusader III
- Vought YA-7F

### Aéronefs comparables
- Grumman F-11 Tiger
- North American F-100 Super Sabre